# Embryon
Embryon eller embryo er et kim fra en plante eller et foster fra et dyr i den tidlige udviklingsperiode.

## Den menneskelige embryonale udvikling
Den embryonale fase kan sættes til 3-8 uge af graviditeten.

### Uge 1
Når en ægcelle, oocyt, og en sædcelle, spermatozo, smelter sammen i kvindens æggeleder dannes en zygote. Zygoten deler sig livligt ved mitotiske delinger. På tredje dagen er den blevet til 16 celler, og kaldes morula, morbær-stadiet.
Morula når frem til livmoder hulrummet. Her bliver celleklumpen væskefyldt, og kaldes en blastocyst.
Blastocysten kan dele i to dele embryoblasten og trofoblasten. Trofoblasten danner en kappe om embryoblasten, senere vil dette blive til fosterhinderne og moderkagen.
Embryoblasten bliver ophavet til selve embryonet – eller det tidlige foster (og er herfra man høster embryonale stamceller).
Blastocysten er på dette tidspunkt begyndt at trænge ind i livmodervæggen.

### Uge 2
I uge to dannes den tolagede kimskive.
Trofoblasten vil udvikle sig videre til de under uge 1 beskrevne dele.
Embryoblasten udvikler sig til epiblasten og hypoblasten til sammen udgør dette den tolagede kimskive.
Epiblasten vil senere udvikle sig til amnionhulen (hulrummet hvor der er fostervand omgivet af årehinden, amnion). Hypoblasten bliver til den primitive blommesæk.
Grænsefladen mellem de to "bobler" er den bilaminære kimskive.

### Uge 3
Fra epiblastdelen af den tolagede kimskive vandre celler ned mellem de to lag. Der er nu dannet en trelaget – trilaminær – kimskive. Lagene kaldes nu ectoderm (epiblasten), mesoderm og endoderm (hypoblasten).
Skiven vil begynde at folde og danne den kommende rygmarv – neuralfuren. Somitterne vil blive synlige

### Uge 4 til 8
Gennem denne periode vil embryoner vokse yderligere og forskellige celler vil vandre til forskellige områder af cellen og give ophav til deres forskellige organer. Fx vil celler fra mesoderm blive til bl.a. muskler, knogler, blodkar og blod, mens ektoderm vil blive til bl.a. hud og nerver. Endoderm vil blive til tarmsystemt med tilhørende kirtler (lever, bugspytkirtel etc)
Ved udgangen af 8. uge overgår embryonet til at være et foster.